# Pachygonidia
Pachygonidia é um gênero de mariposa pertencente à família Bombycidae.

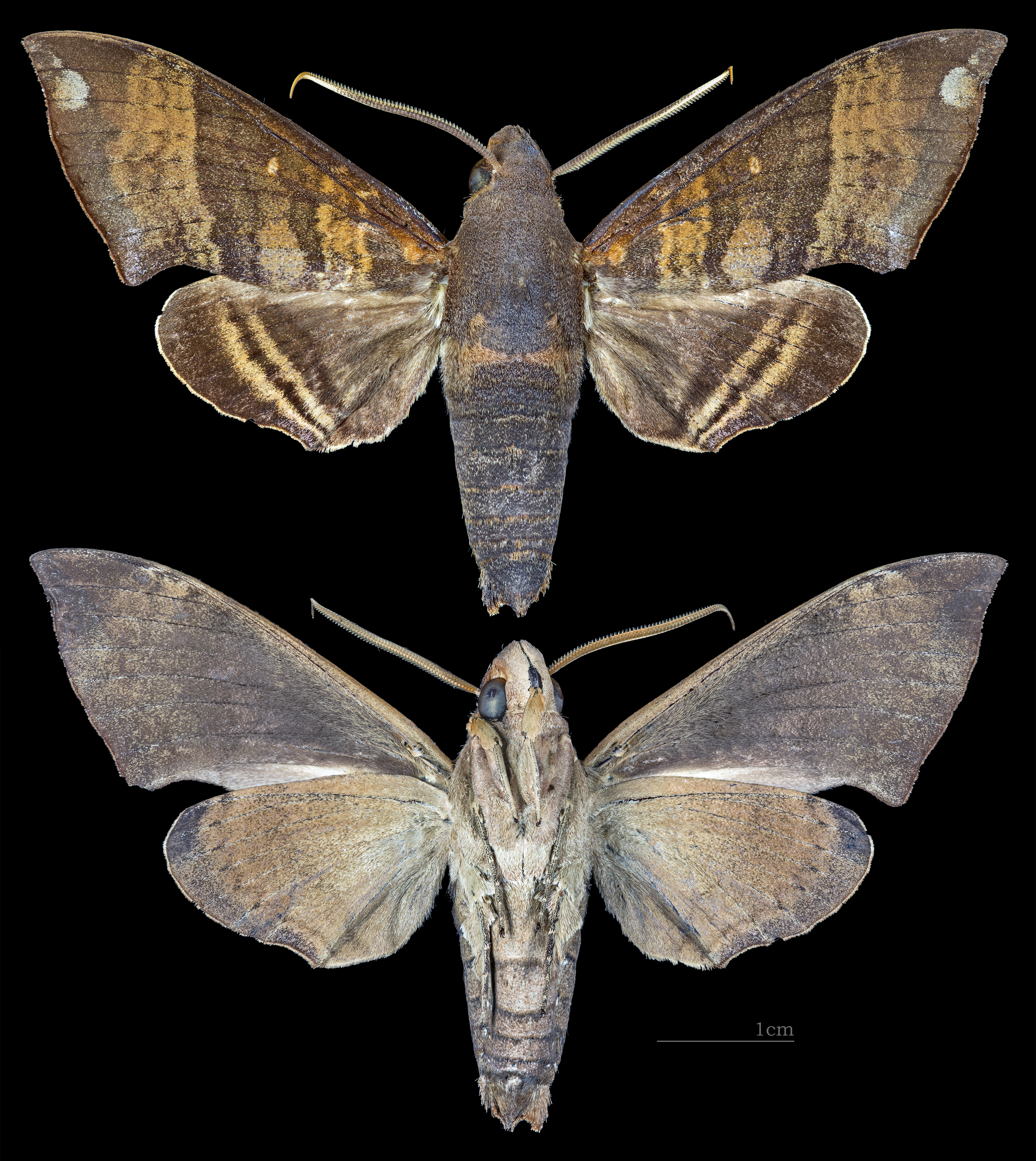
Pachygonidia caliginosa
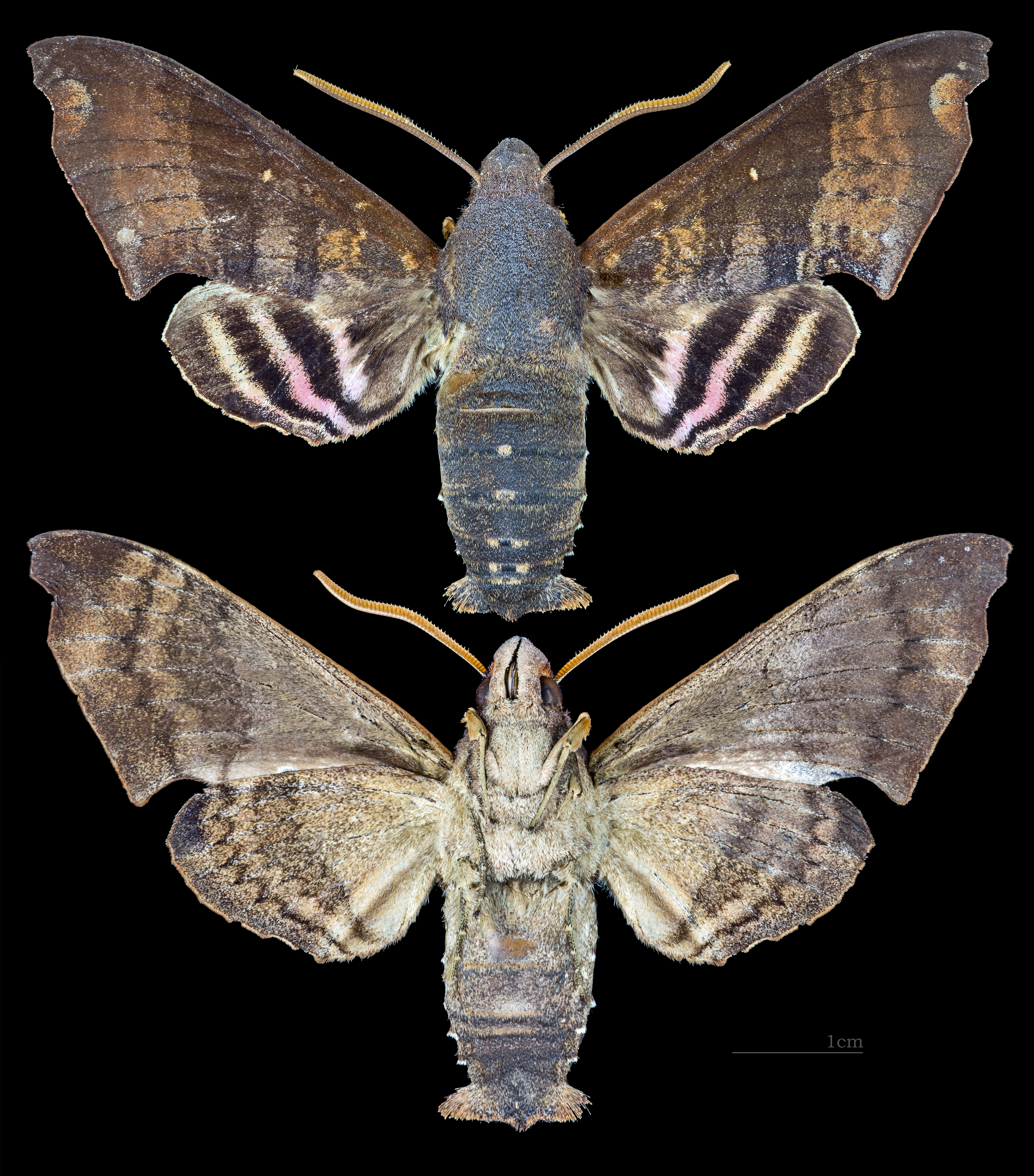
Pachygonidia martini
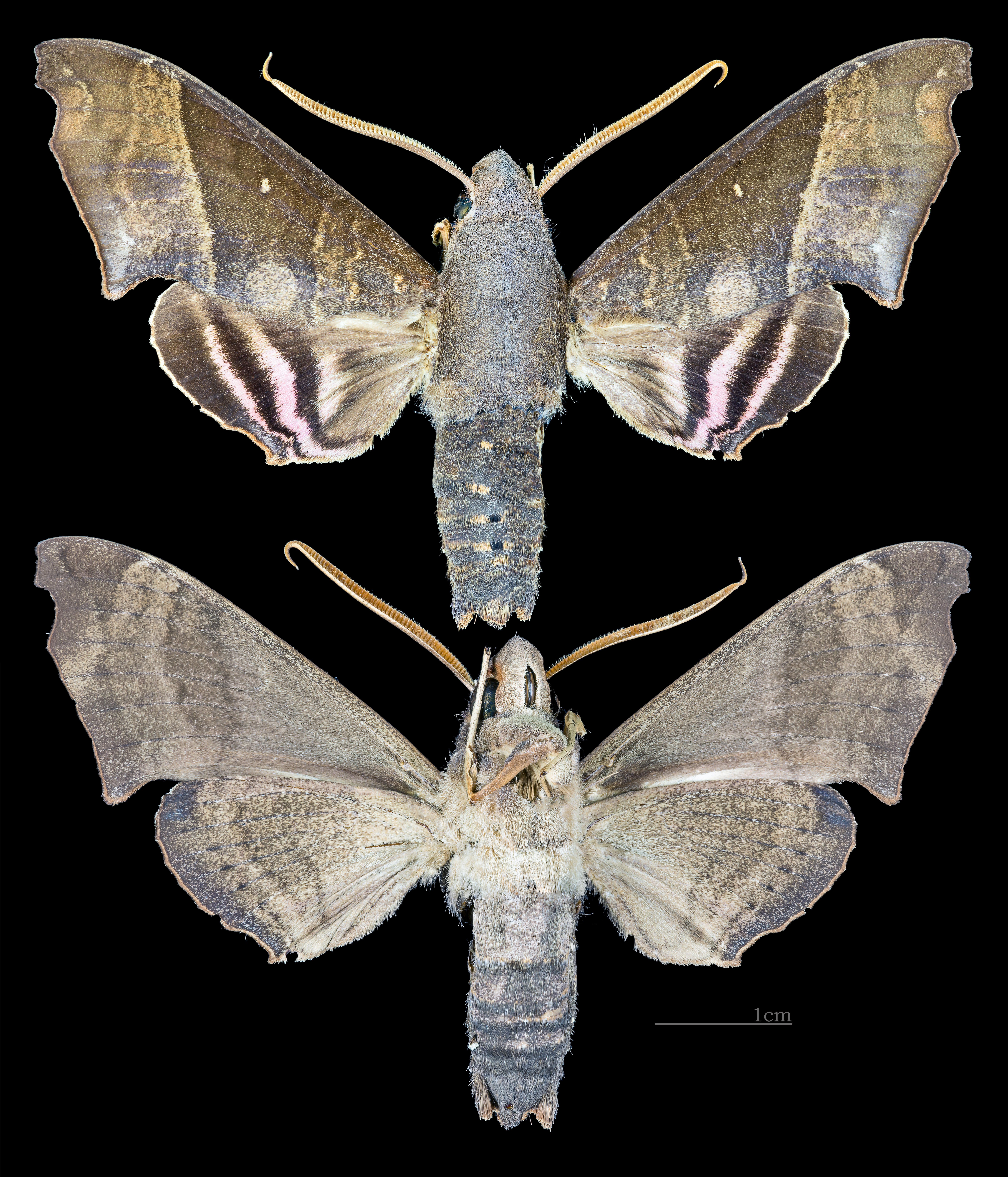
Pachygonidia hopfferi
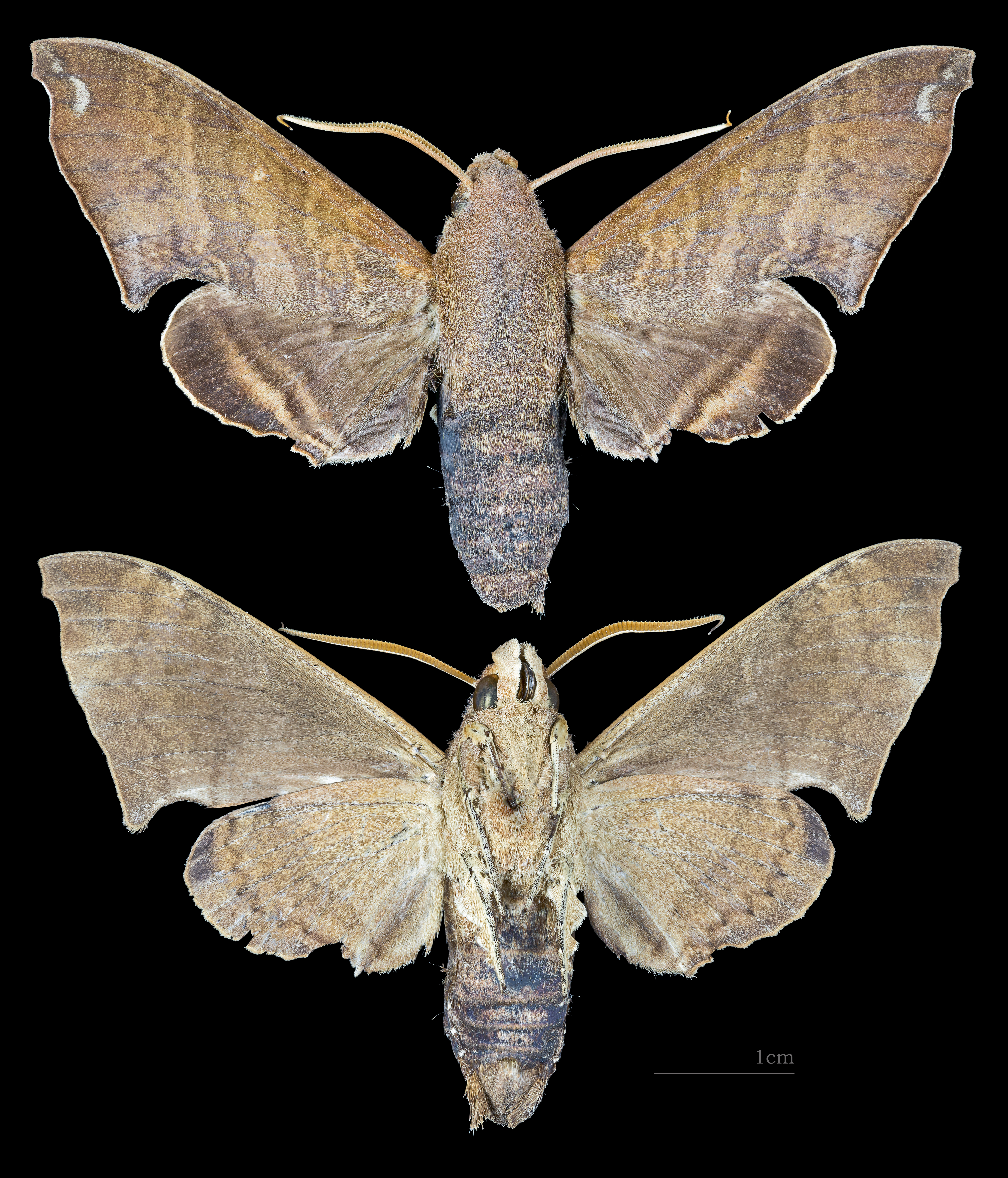
Pachygonidia subhamata